# Bistum Raphanea
Koordinaten: 34° 56′ 24,8″ N, 36° 23′ 44,3″ O

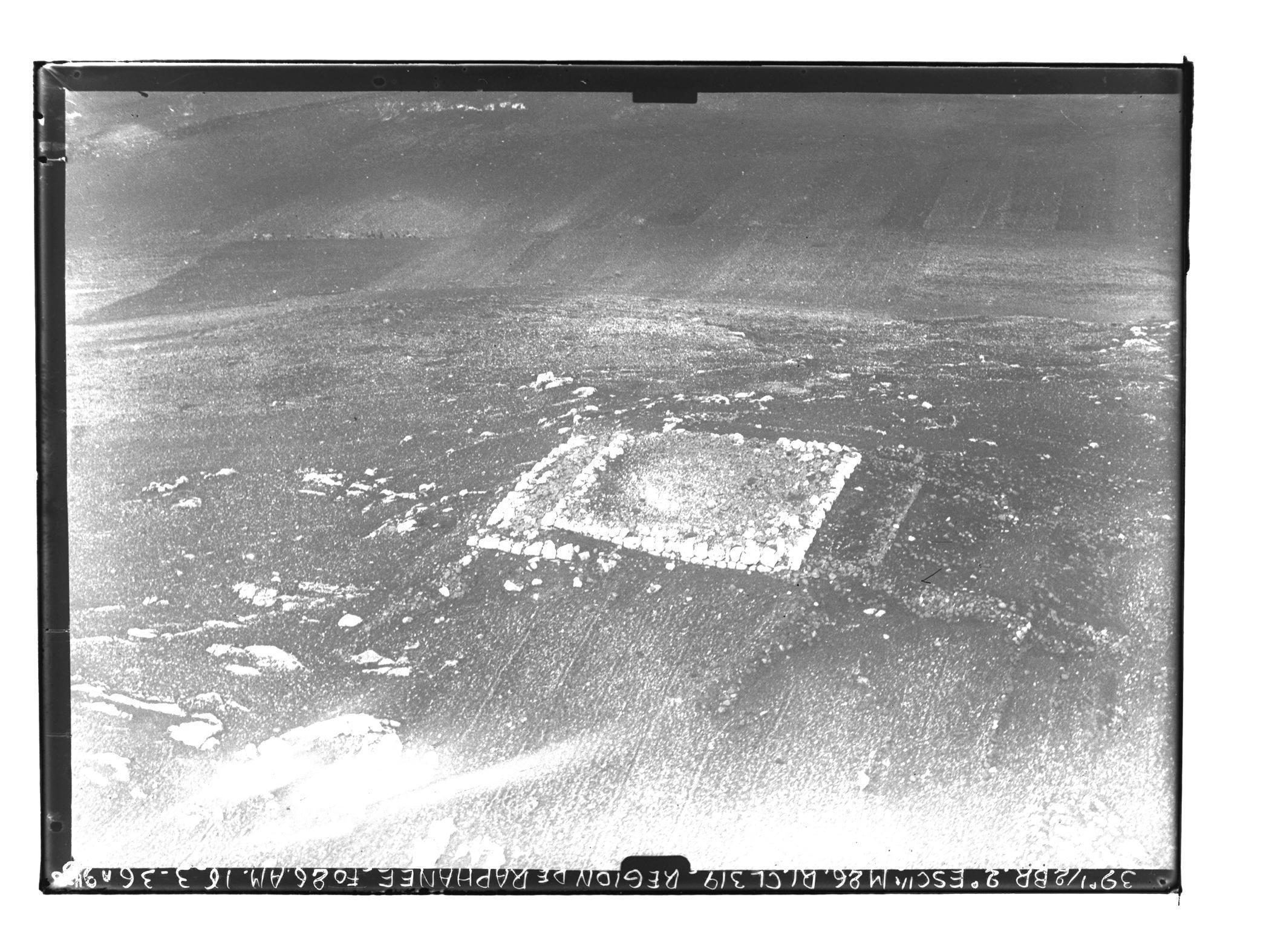
Luftbild der Ruinenstadt Raphanea

Das Bistum Raphanea war ein frühchristlich-byzantinisches Bistum in der antiken Stadt Raphanea in der römischen Provinz Syria Coele bzw. in der spätrömisch-byzantinischen Provinz Syria Secunda (oder Syria Sautaris). Nach der arabischen Eroberung 636/38 ging das Bistum unter. Die Kreuzfahrer eroberten Raphanea 1126 und richteten einen lateinischen Bischofssitz ein. 1137 wurde Raphanea wieder von den Moslems erobert, und der Bischofssitz wurde nicht wieder besetzt. Raphanea ist heute ein Ruinengelände zwischen den Ortschaften Nisaf und Baarin, ca. 38 km nordwestlich von Homs, Gouvernement Homs, Syrien.

## Geschichte
Über die Geschichte der Stadt ist wenig bekannt. In römischer Zeit war Raphanea ein bedeutendes Legionslager. In Raphanea wurde der römische Kaiser Elagabal gekrönt. Die Stadt gehörte nach der Unterteilung der großen Provinz Syria unter Kaiser Septimius Severus um 200 zur nördlichen Provinz Syria Coele. Nach der Teilung dieser Provinz um 400 in zwei kleinere Provinzen lag sie in der Provinz Syria Secunda (oder Syria Salutaris).
Mit der Christianisierung des Römischen Reiches entstand in Raphanea ein Bischofssitz. 325 ist erstmals ein Bischof in der Stadt belegt. Bischof Bassianus nahm damals am Ersten Konzil von Nicäa teil. Der Bischofssitz dürfte aber noch etwas älter sein. Das Bistum Raphanea war ein Suffraganbistum des Metropolitansitzes in Apamea. Das Gebiet des Metropolitansitzes Apamea entspricht in etwa der Provinz Syria Secunda, wie die von Harald Suermann publizierte Karte zeigt. Nach der arabischen Eroberung von Syrien 636/38 ging der Bischofssitz vermutlich zu einem nicht bekannten Zeitpunkt unter. Bernard Hamilton jedenfalls vermutet, allerdings ohne urkundliche Nachweise, dass zur Zeit der Eroberung Raphaneas durch die Kreuzfahrer dort kein orthodoxes Bistum mehr existierte.

## Frühchristlich-byzantinische Bischöfe
- 325 Bassianus, anwesend auf dem Ersten Konzil von Nicäa[5][6][7]
- 343[8] bis 344 Gerontius, anwesend auf dem Konzil von Philippopel[8][5][6][7]
- 381 Basilus, nahm am Ersten Konzil von Konstantinopel teil[5][6][7]
- 451 Lampadius, nahm am Konzil von Chalcedon teil[5][6]
- 518 Zoilus[5][6]
- 536 Nonnus[5][6]

## Der lateinische Bischofssitz
1126 wurde Raphanea von den Kreuzfahrern erobert, die dort sofort einen lateinischen Bischofssitz einrichteten. Raphanea und damit auch das Bistum Raphanea wurde an die Grafschaft Tripolis angeschlossen. Das Bistum Raphanea wurde als Suffraganbistum dem Erzbistum Apamea unterstellt. Das lateinische Bistum Raphanea könnte auch kleinere Teile des etwas weiter südöstlich gelegenen frühchristlich-byzantinischen Bistums Mariamme (heute Maryamin) umfasst haben.
Schon 1137 wurde Raphanea von Zengi von Mossul zurückerobert. Der erste und auch einzige lateinische Bischof Geraldus musste fliehen. Er ist bis 1139 urkundlich nachgewiesen, aber wenig später gestorben. Patriarch Aimericus von Antiochien ernannte nun aber keinen neuen Bischof, obwohl noch ein großer Teil der Diözese Raphanea in christlicher Hand verblieben war, sondern gab die Diözese nach dem Tod von Bischof Geraldus aufgrund der prekären militärischen Situation dem Johanniterorden. Gleichzeitig erhielten die Johanniter die 30 km westlich von Homs gelegene Festung Krak des Chevaliers von Raimund II. von Tripoli zu Lehen. Die Gegend um den Krak des Chevaliers gehörte ebenfalls zum Bistum Raphanea. Dies hatte allerdings auch erhebliche finanzielle Nachteile für den Patriarchen, denn der Johanniterorden war exemt, d. h. musste keinen Bischofszehnten von seinen Besitzungen bezahlen. 1263 wurde das Bistum Raphanea, bzw. dessen Restgebiete durch Papst Urban IV. mit dem Bistum Tortosa vereinigt. Die Johanniter mussten nun dem Bischof von Tortosa pro Jahr 1000 Besanten (Byzantiner Münze) anstelle des Zehnten bezahlen und einmalig 1500 Besanten an Zahlungsrückständen.
Die Johanniter konnten die Region um den Krak des Chevaliers bis 1271 behaupten, als die Burg vom Mamluken-Sultan Baibars erobert wurde. Damit fielen auch die letzten Reste des lateinischen Bistums Raphanea an die Muslime.

## Einziger lateinischer Bischof
- 1127 bis (1139) († vor 1144) Geraldus[11][9]

In der Tradition des untergegangenen Bischofssitzes steht das Titularbistum Raphanea der römisch-katholischen Kirche.